# English Challenge
De English Challenge was van 1993 tot 2018 een golftoernooi van de Europese Challenge Tour.

## Edities
De English Challenge ging niet elk jaar door en werd in zijn bestaan onder verscheidene namen gehouden:
- 1993: de Collingtree Park Challenge
- 1994: de Stockley Park Challenge
- 2004: het Donnington Grove Computacenter English Challenge Open
- 2010-2012: de English Challenge op het Stoke by Nayland Hotel, Golf & Spa in Stoke-by-Nayland, Suffolk. Daniel Gaunt uit Australië won het 2010-toernooi met één slag verschil van de Engelse amateur Tommy Fleetwood en Craig Lee uit Schotland. Het was Gaunts eerste overwinning in de Challenge Tour. Behalve € 24.000 verdiende hij ook een jaar speelrecht in dat wedstrijdcircuit.
- 2016-2018: de Bridgestone Challenge werd in 2016 gehouden in het Heythrop Park Resort in Enstone. De Belg Thomas Detry won er zijn eerste professionele toernooi.[1] Een jaar later verhuisde het toernooi naar Luton Hoo en werd het Stableford-scoresysteem gebruikt. In 2018 bleef het toernooi in Luton Hoo, maar greep terug naar het strokeplay-systeem met 72 holes.

## Winnaars
- 1993:	 Kevin Morris
- 1994:	 Ricky Willison
- 2004:	 Matthew King
- 2010:  Daniel Gaunt
- 2011:  Benjamin Hebert
- 2012:  Chris Paisley
- 2016:	 Thomas Detry
- 2017:	 Oscar Lengdén
- 2018:	 Tom Lewis